# DS High Rider
La Citroën DS High Rider est un show car présenté en mars 2010 à l'occasion du salon international de l'automobile de Genève, en Suisse. Elle servit à annoncer la future Citroën DS4.

## Description
La DS High Rider (de l'anglais high qui signifie « haut », et rider « monter, conduire ») est quasiment identique à la Citroën DS 4 de série. Pourtant elle présente quelques différences majeures, notamment de par sa carrosserie de vrai coupé 3 portes, ainsi que sa configuration. Le pavillon est intégralement recouvert de textile, le pare-brise est plus grand dans sa partie haute, les feux de circulation de jour sont totalement différents, et les vitres sont sans encadrement. L'habitacle en cuir intégral sombre présente un dégradé ocre clair sur les sièges, la trame « DS » marquée sur la planche de bord côté passager, et des poignées intérieures chromées. Tous ces éléments ne seront pas reconduits en série. La teinte Golden Gloss est également exclusive à ce modèle.
La Citroën DS High Rider est aujourd'hui visible au Conservatoire Citroën à Aulnay-sous-Bois.

## Galerie

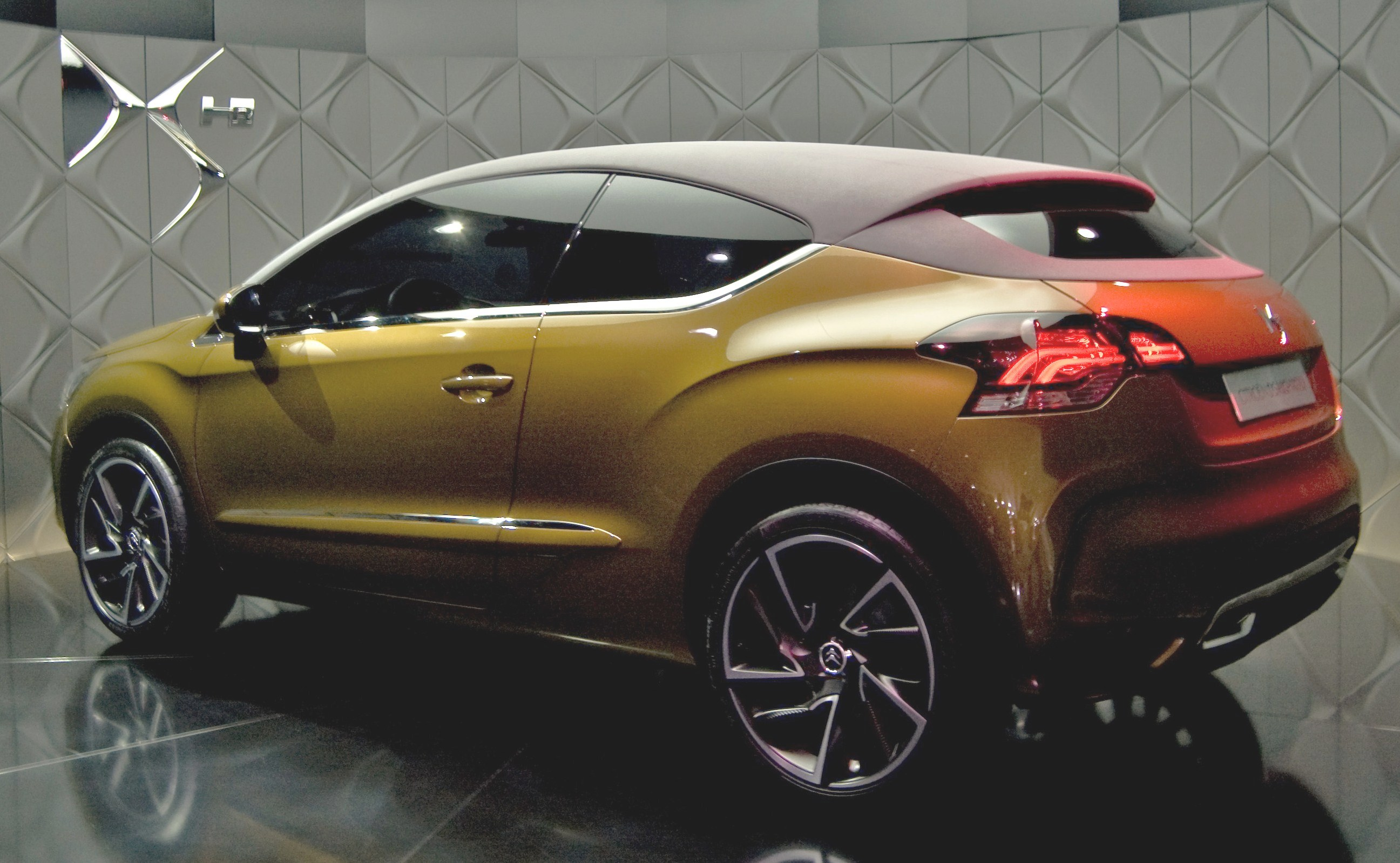
Arrière de la voiture.
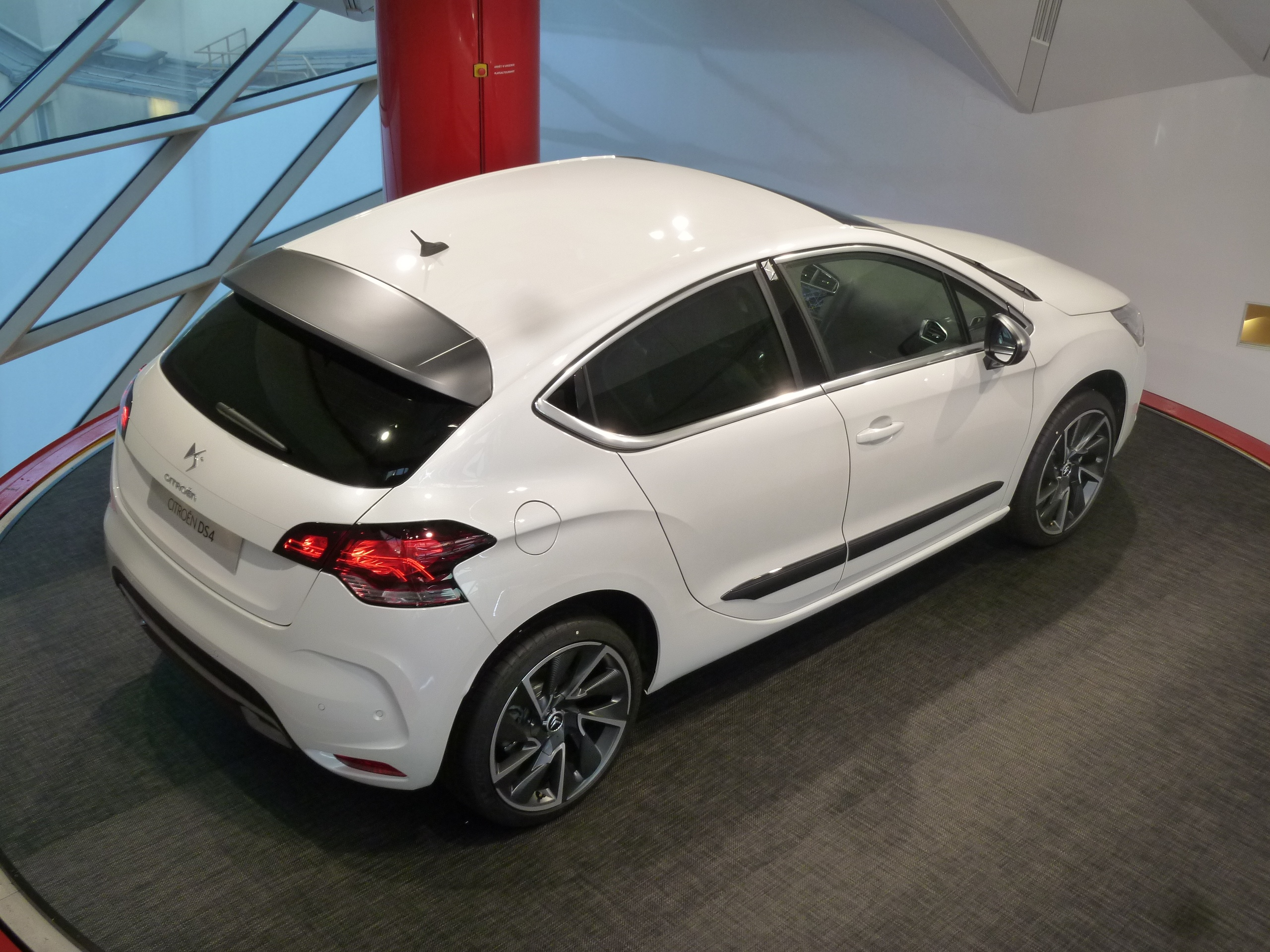
Citroën DS4 de série.
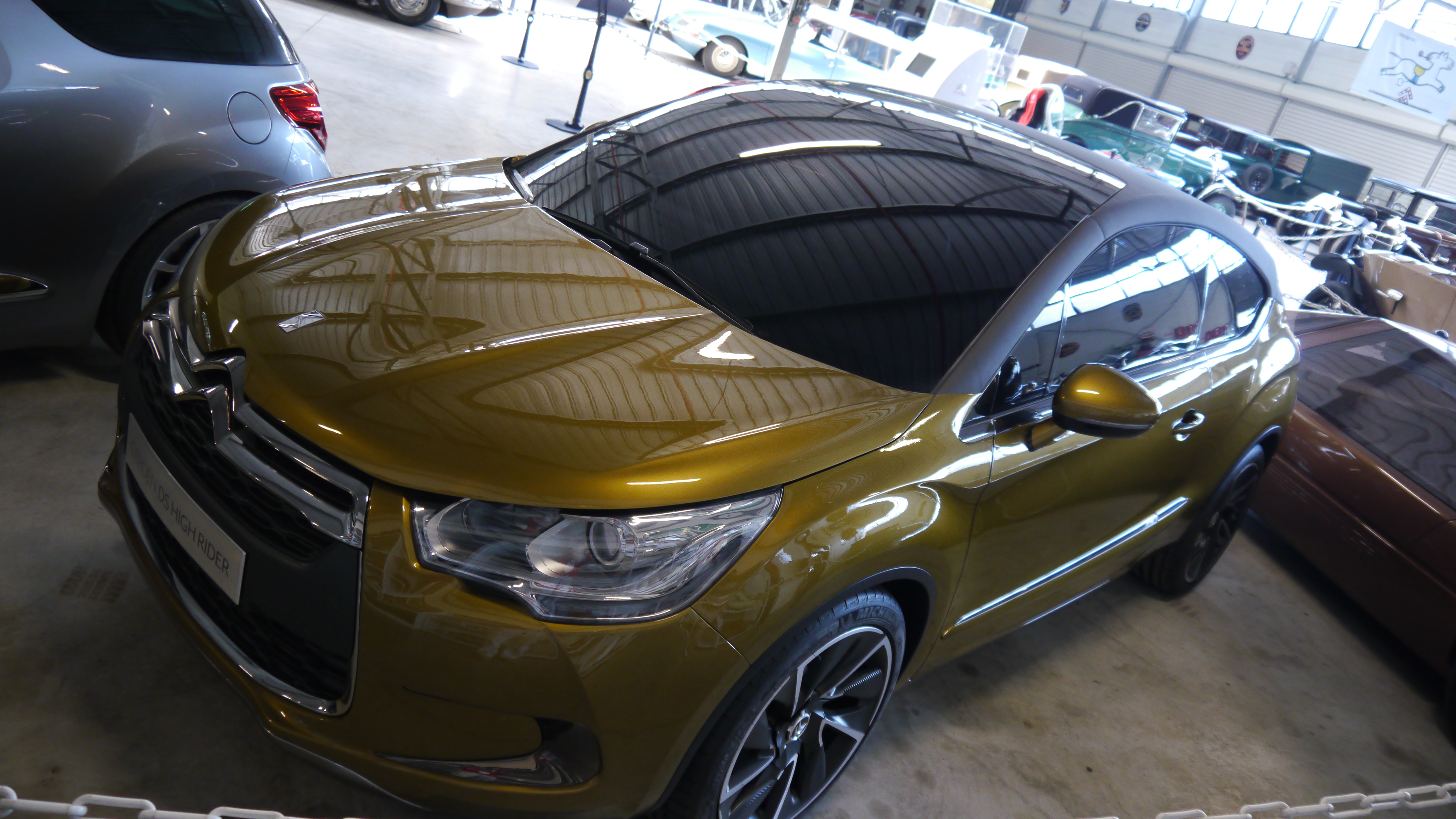
La DS High Rider au conservatoire Citroën à Aulnay-sous-Bois.